# Zopherini
Zopherini es una  tribu de coleópteros polífagos tenebrionoideos pertenecientes a la familia Zopheridae.

## Géneros
Comprende los siguientes géneros:
- Noserinus Casey, 1907
- NosodermaGuérin-Méneville, 1838
- Phloeodes LeConte, 1862
- Scoriaderma Fairmaire, 1894
- Sesaspis Casey, 1907
- Verodes Casey, 1907
- Zopher Slipinski & Lawrence, 1999
- Zopherosis White, 1859
- Zopherus Gray, 1832